# 더위팔기
더위팔기는 정월 대보름 아침 일찍이 일어나 해뜨기 전에 개에게는 동쪽으로 뻗은 복숭아나무 가지를 꺾어 개 목에 둥글게 걸고, 소에게는 왼새끼를 꼬아 목에 매달며 "금년에는 더위먹지 말아라" 하고 나서 동네 사람들을 찾아다니며 이름을 불러 대답을 하면 "내 더위 사가게" 하여 더위를 파는 풍습이다. 만일 상대방이 먼저 "내 더위 사가게" 하고 말을 하면 오히려 더위를 사는 수도 있다. 《동국세시기》에 따르면, 이렇게 더위를 파는 사람은 그해 여름에 더위를 먹지 않는다는 것이다.

## 참고 문헌
- 이 문서에는 다음커뮤니케이션(현 카카오)에서 GFDL 또는 CC-SA 라이선스로 배포한 글로벌 세계대백과사전의 내용을 기초로 작성된 글이 포함되어 있습니다.